# Acanthocarpus robustus
Acanthocarpus robustus är en sparrisväxtart som beskrevs av Alexander Segger George. Acanthocarpus robustus ingår i släktet Acanthocarpus och familjen sparrisväxter. Inga underarter finns listade i Catalogue of Life.